# Berehanu Tsegu
Berehanu Tsegu (30 settembre 1999) è un mezzofondista etiope.

## Biografia
Nel 2019 ha vinto una medaglia d'oro nei 10000 m ai Giochi Panafricani. Sempre nel 2019, dopo essere stato trovato positivo ad un test antidoping a seguito della mezza maratona di Copenhagen (dalla quale è stato quindi squalificato) è stato squalificato per quattro anni.

## Palmarès
| Anno | Manifestazione     | Sede     | Evento         | Risultato | Prestazione | Note |
| ---- | ------------------ | -------- | -------------- | --------- | ----------- | ---- |
| 2019 | Giochi panafricani | Rabat    | 10000 m piani  | Oro       | 27'56"81    |      |
| 2024 | Mondiali di cross  | Belgrado | Corsa seniores | 19º       | 29'15"      |      |
| 2024 | Mondiali di cross  | Belgrado | A squadre      | Bronzo    | 40 p.       |      |

## Altre competizioni internazionali
2019
- Argento alla Mezza maratona del Portogallo ( Lisbona) - 59'42"
- Oro alla Mezza maratona di Yangzhou ( Yangzhou) - 59'56"